# Доу, Генри Эдвард
Ге́нри Э́двард До́у (англ. Henry Edward Dawe; 1790—1848) — английский живописец и гравёр-акватинтист; младший брат живописца Джорджа Доу.

## Биография
Генри Доу родился 24 сентября 1790 года в Кентиш-Тауне (ныне часть британской столицы) в семье английского гравёра Филипа Доу и его жены Джейн. Первые уроки гравирования получил у своего отца, затем совершенствовал своё умение в школах при Королевской академии художеств.

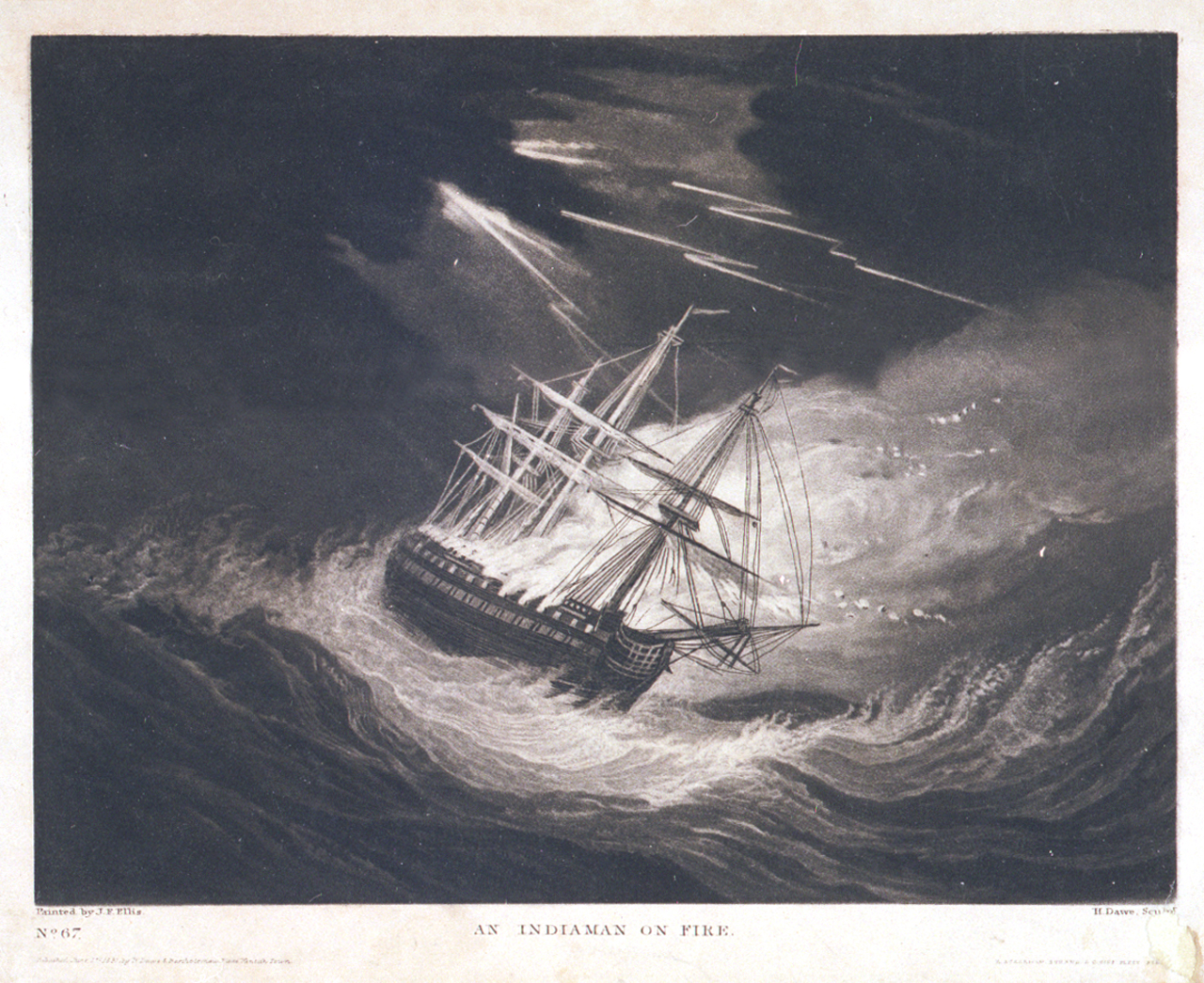
Генри Доу. «Пожар на корабле»

В 1820-х — 1830-х годах Генри Эдвард Доу работал в России. В 1825 году он, по предложению русского гравёра Николая Уткина, был признан Императорской Академией художеств назначенным в академики «по выставленным гравированным им портретам разных особ с картин г. Почетного Вольного Общника Дж. Доу»; в 1829 году, вновь через Уткина, Доу получил от ИАХ программу на звание академика. 
Доу награвировал очень большое число портретов деятелей Отечественной войны 1812 года и других, главным образом, с оригиналов Джорджа Доу (например, портреты императоров Александра І и Николая I, Фотия, Багратиона, Барклая-де-Толли, Голенищева-Кутузова и многих других). Множество его работ хранятся в Государственном Эрмитаже.
В 1827 году Доу вернулся в Британию, где в течение ближайших двух лет выставлял свои жанровые картины и портреты в Королевской Академии художеств. В 1830 году Г. Э. Доу стал членом Королевского общества британских художников.
Генри Эдвард Доу скончался 28 декабря 1848 года в городе Виндзоре.